# Iunie 2008
Acest articol este generat integral pe baza informațiilor din articolul 2008 și este actualizat periodic de un robot.
 Editările făcute în articol vor fi șterse la următoarea actualizare! Dacă doriți să faceți modificări, editați articolul-sursă.

ianuarie -
februarie -
martie -
aprilie -
mai -
iunie -
iulie -
august -
septembrie -
octombrie -
noiembrie -
decembrie
Iunie 2008 a fost a șasea lună a anului și a început într-o zi de duminică.

## Evenimente

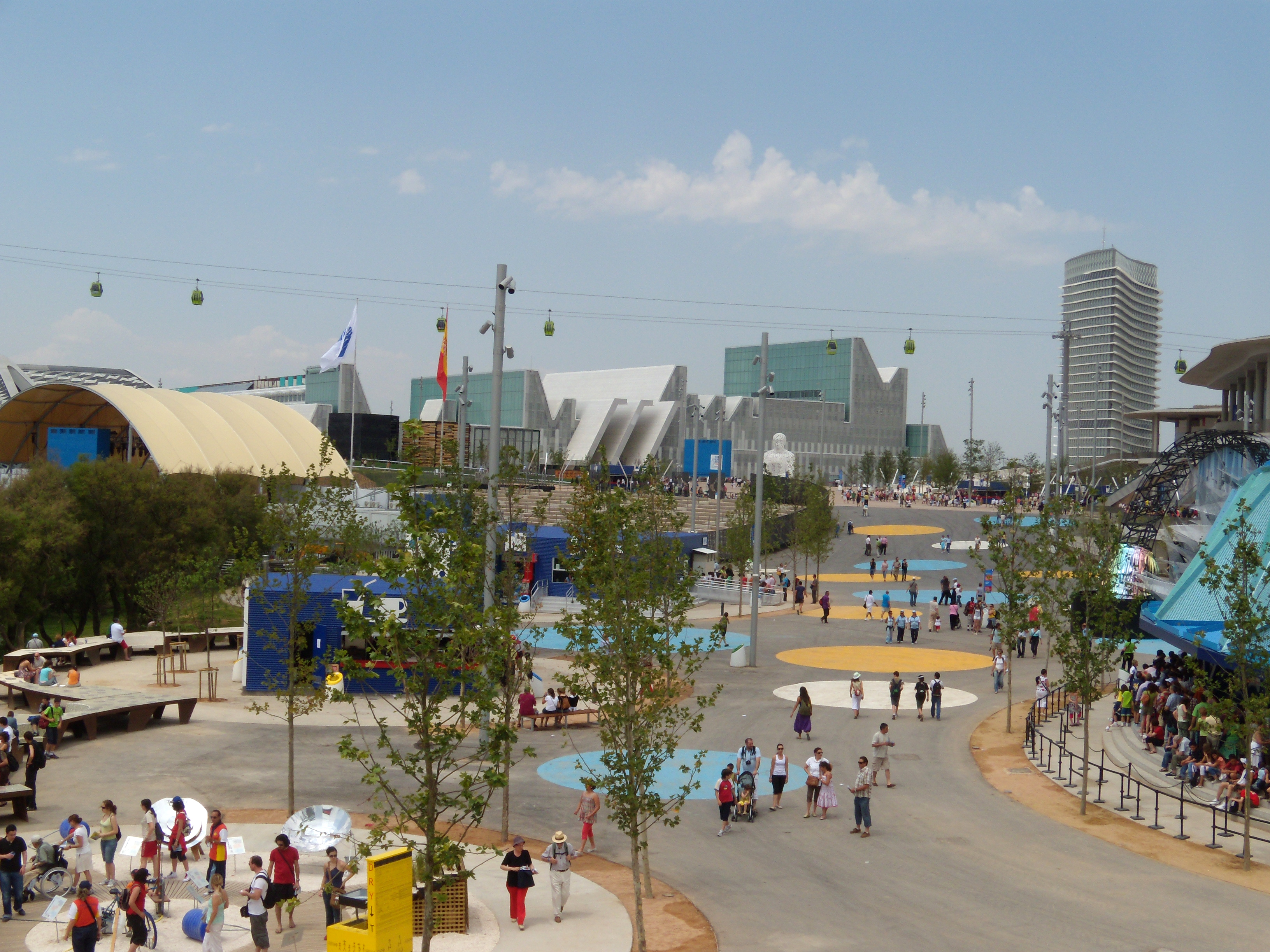
Expo 2008 la Zaragoza

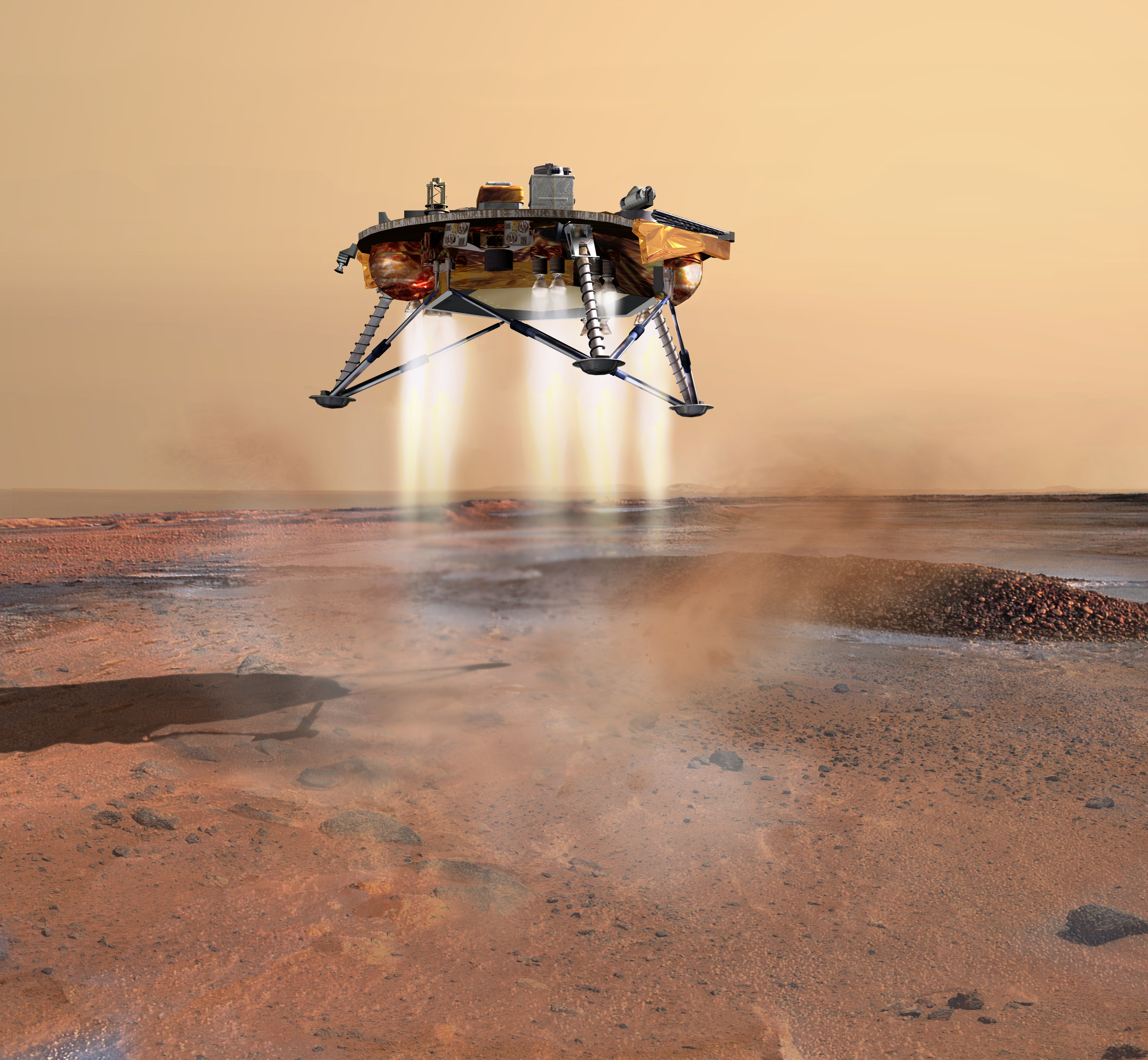
Sonda Phoenix aterizează în zona polară a planetei Marte

- 1 iunie: Primul tur al alegerilor locale din România.
- 7 iunie: Campionatul European de Fotbal din Elveția și Austria.
- 7-14 iunie: A 45-a ediție a Turului României câștigat de maghiarul Rida Cador de la echipa P-Nivo Betonexpressz.
- 12 iunie: Irlanda respinge prin referendum Tratatul de la Lisabona cu peste 53% din voturi. Tratatul de la Lisabona ar fi urmat să înlocuiască proiectul Constituției europene, respins în 2005 de Franța și Olanda.
- 15 iunie: Al doilea tur al alegerilor locale din România.
- 23 iunie-6 iulie: Turneul de tenis de la Wimbledon câștigat de Rafael Nadal la masculin și de Venus Williams la feminin.
- 27 iunie: În al doilea tur de scrutin al controversatelor alegeri prezidențiale din Zimbabwe, președintele Robert Mugabe este reales cu 85,5% din voturile exprimate.

## Decese
- 1 iunie: Yves Saint-Laurent (n. Yves Henri Donat Dave Mathieu-Saint-Laurent), 71 ani, designer de modă, francez (n. 1936)
- 2 iunie: Bo Diddley (n. Ellas McDaniel), 79 ani, cântăreț american, compozitor și chitarist (n. 1928)
- 2 iunie: Ken Naganuma, 77 ani, fotbalist japonez (atacant), (n. 1930)
- 6 iunie: Eugenio Montejo, 69 ani, poet venezuelean (n. 1938)
- 7 iunie: Bernardo Neustadt, 83 ani, ziarist argentinian de etnie română (n. 1925)
- 7 iunie: Dino Risi, 91 ani, regizor italian (n. 1916)
- 8 iunie: Florența Crăciunescu, 53 ani, atletă română (n. 1955)
- 9 iunie: Algis Budrys, 77 ani, autor de literatură SF lituaniano-american (n. 1931)
- 10 iunie: Cinghiz Aitmatov, 79 ani, scriitor kârgâz (n. 1928)
- 10 iunie: Dumitru Bughici (n. Iosif Bughici), 86 ani, compozitor și pedagog originar din România, de etnie evreiască (n. 1921)
- 10 iunie: Liuben Dilov (Luben Dilov), 80 ani, scriitor bulgar de literatură SF (n. 1927)
- 13 iunie: Branka Raunig, 73 ani, arheoloagă bosniacă (n. 1935)
- 18 iunie: Miyuki Kanbe, 24 ani, fotomodel, actriță și artistă japoneză (n. 1984)
- 19 iunie: Constantin Dinischiotu, 81 ani, regizor român (n. 1927)
- 21 iunie: A. B. Yoffe (Abraham B. Yoffe), 84 ani, jurnalist, scriitor, editor și critic literar israelian (n. 1924)
- 22 iunie: George Carlin (George Denis Patrick Carlin), 71 ani, actor american (n. 1937)
- 22 iunie: Gerfried Schellberger, 90 ani, autor și pictor german (n. 1918)
- 24 iunie: Leonid Hurwicz, 90 ani, economist, matematician american de etnie evreiască, laureat al Premiului Nobel (2007), (n. 1917)
- 24 iunie: Alexandru Lungu, 84 ani, medic endocrinolog, grafician, pictor și poet român (n. 1924)
- 26 iunie: Raouf Abbas, 68 ani, istoric egiptean (n. 1939)
- 27 iunie: Nicolae Linca, 79 ani, pugilist român (n. 1929)
- 29 iunie: Gheorghe Anghelescu, 73 ani, amiral român, comandant al Marinei Militare Române (n. 1934)
- 30 iunie: Sándor Szinberger, 86 ani, critic muzical și regizor român (n. 1921)